# Khun-Tan-Tunnel
Der Khun-Tan-Tunnel (thailändisch อุโมงค์ขุนตาน) ist der längste Eisenbahntunnel Thailands.

## Geografische Lage
Der Tunnel liegt im nördlichsten Abschnitt der thailändischen Nordbahn zwischen Lampang und dem Endbahnhof Chiang Mai zwischen dem (stillgelegten) Bahnhof Pang Yang im Süden und dem Bahnhof Khun Tan im Norden. Letzterer ist mit 573 m auch der höchstgelegene im gesamten thailändischen Eisenbahnnetz. Im Tunnel verläuft die Grenze zwischen den thailändischen Provinzen Lamphun und Lampang. Er verläuft durch den Kamm der Khun-Tan-Bergkette und befindet sich inmitten des Nationalparks Doi Khun Tan.

## Geschichte
Der Tunnel wurde im Zuge des Baus der Nordbahn ab März 1913 aufgefahren. Die Arbeiten wurden 1917 beendet und zum 1. Januar 1922 wurde er als Teil des nördlichsten Abschnitts der Bahn dem Verkehr übergeben. Die Arbeiten leitete der deutsche Ingenieur Emil Eisenhofer.
Als Eisenhofer 1962 hoch betagt starb, wurde seine Asche und später auch die seiner Frau, am Nordausgang des Khun-Tan-Tunnels beigesetzt.

## Technische Daten
Der Tunnel ist 1362 m lang und liegt zwischen den Streckenkilometern 681,579 (Südportal) und 682,941 (Nordportal). Er ist der längste der sieben in Thailand betriebenen Eisenbahntunnel (Stand:2023).